# Ехуд Олмерт
Ехуд Олмерт (хебр. אהוד אולמרט; презиме му се такође изговара и као Улмерт; 30. септембар 1945) је бивши премијер Израела. Године 2006. је постао премијер када је дотадашњи премијер Аријел Шарон доживео хеморагични мождани удар.
Олмерт у израелској влади вршио дужности заменика премијера, министра финансија и министра индустрије, трговине и рада, као и министра одговорног за управљање израелским земљиштем. Тренутно је члан странке Кадима коју је основао Аријел Шарон.

## Биографија
Олмерт је рођен у граду Бинјамина у тадашњој Палестини под британским мандатом. У детињству је био члан омладине Беитара, десничарског ционистичког покрета. Одатле потиче његова велика љубав према фудбалском клубу Беитар Јерусалим, повезаним с тим покретом.
Олмерт је дипломирао психологију, филозофију и право на Хебрејском универзитету у Јерусалиму, те се бавио адвокатуром.
Политиком се почео бавити као члан десничарске странке Ликуд. Године 1973. је као њен члан изабран у Кнесет. Након тога ће у Кнесет бити изабран седам пута. Брзо је напредовао у странци, иако ће то неки новински написи делимично приписивати везама с организованим криминалом.
Године 1988. је постао министар за мањине, а године 1990. министар туризма.
Тај положај је напустио како би се 1993. године кандидовао за градоначелника Јерусалима. Његова победа је по први пут тај мандат донела једном члану Ликуда. Олмертов је остао забележен по амбициозним пројектима обнове града и побољшавања градског превоза, који су му донели велику популарност и други мандат.
У јануару 2003. године Олмерт је поновно изабран у Кнесет, и у име Ликуда је водио преговоре с лабуристима о стварању коалиционе владе на челу са Шароном. У тој влади је постао заменик премијера те министар индустрије, трговине и рада, а краће вријеме је био и министар телекомуникација.
У августу 2005, Олмерт, познат по некадашњем жестоком противљењу споразуму из Кемп Дејвида и израелском повлачењу са Синаја, одлучио је да подржи Шарона у његовој одлуци да се израелске снаге повуку из Појаса Газе. Када је Бенјамин Нетанјаху из протеста напустио владу, Олмерт је постао вршилац дужности министра финансија.
Када је Шарон објавио напуштање Ликуда и оснивање нове странке Кадима, Олмерт је био први од водећих израелских политичара који му се придружио.